# Saint-Étienne-du-Rouvray
Saint-Étienne-du-Rouvray es una población y comuna francesa, en la región de Normandía, departamento de Sena Marítimo, en el distrito de Rouen. Es el chef-lieu del cantón de su nombre, aunque parte de la comuna pertenece al cantón de Sotteville-lès-Rouen-Est.

## Historia
La evidencia de la antigua morada se ha encontrado en y alrededor del sitio de la actual Saint-Étienne-du-Rouvray incluyendo las herramientas neolíticas (con fecha del año 2000 a. C.), así como los signos de Gallo-romana de los asentamientos (años 200-300 d. C.).
Una aldea llamada Sancti Stephani y dependiente de la Abadía de Saint-Wandrille se informó en el siglo IX de una carta real. Luego el pueblo se desarrolló a lo largo de la carretera que conecta París con Rouen. Durante los siglos XV y XVI, la parroquia tenía quinientos habitantes. La población creció, beneficiándose de las tierras de cultivo cerca del río, así como ricos bosques, páramos y pastizales.
Durante la Revolución, en 1790, Saint-Étienne-du-Rouvray se constituyó como una administración política. La ciudad comenzó a tomar su carácter urbano e industrial a mediados del siglo XIX con el inicio de la Revolución Industrial y la llegada del ferrocarril.
Los primeros trenes de vapor de Western Railway Company entre París y Rouen comenzaron a prestar servicio en 1843, para aumentar el atractivo de la ciudad para la industria. En la década 1860 vieron la creación de una gran fábrica de algodón para creación de cientos de puestos de trabajo, y dio lugar a la expansión de la ciudad para dar cabida a la expansión de su fuerza del trabajo.
A principios del siglo XX, la apertura de los talleres ferroviarios de los Cuatro Mares (1913), con la llegada de la Fundición de Lorena en 1916 y la capilla de los efectos del escritorio (1928) refuerza el carácter industrial de la ciudad.
En 1923, tres años después de que el Congreso de Tours, que vio la separación de la mayoría comunista (SIC) y la minoría socialista (SFIO), Saint-Étienne-du-Rouvray se convirtió en una de las primeras ciudades en Francia para elegir a un consejo controlado comunista.
El 26 de julio de 2016 dos hombres armados con cuchillos, el apoyo del Isis, interrumpieron en una iglesia del siglo XVI, tomaron cinco rehenes y mataron al sacerdote antes de ser abatidos por los disparos de la policía.

## Demografía
| 1 419                     | 1 301 | 1 326 | 1 491 | 1 481 | 1 494 | 1 482 | 1 585 | 1 547 | 1 580 | 1 633 | 2 197 | 2 513 | 2 864 | 4 246 | 4 485 | 4 670 | 5 145 | 5 656 | 6 068 | 6 448 | 8 129 | 9 388 | 10 741 | 11 275 | 10 833 | 15 430 | 25 833 | 34 713 | 37 242 | 32 444 | 30 731 | 29 092 | 27 616 |
| (Fuente: INSEE y Cassini) |       |       |       |       |       |       |       |       |       |       |       |       |       |       |       |       |       |       |       |       |       |       |        |        |        |        |        |        |        |        |        |        |        |